# Mali Jadrč
Mali Jadrč lok. kajkavski Mali Jedrč, je naselje u Gorskomu kotaru, Primorsko-goranska županija.

## Smještaj
Mali Jadrč se nalazi u sjeveroistočnom djelu Gorskoga kotara na području grada Vrbovskog, 4.5 km južno od Severina na Kupi, na nadmorskoj visini od 310 m. Smješten je na lokalnoj prometnici, 4 km udaljen od stare Lujzijanske ceste. 

## Zemljopis
Mali Jadrč je pokupsko naselje. Smješten je između dva brda, Velike Kapele (362 m) i Poljanka (419 m). U daljnoj okolini ističu se vrhovi, Veliki Gložac (699 m), Jelenčev vrh (514 m), Jelovac (554 m) i Lipov vrh (606 m).

## Stanovništvo
Prema popisu stanovništva iz 2001. godine u Malom Jadrču je živjelo 38 stanovnika.
| broj stanovnika | 192   | 199   | 206   | 209   | 179   | 154   | 158   | 131   | 128   | 117   | 85    | 98    | 62    | 87    | 38    | 35    | 28    |
|                 | 1857. | 1869. | 1880. | 1890. | 1900. | 1910. | 1921. | 1931. | 1948. | 1953. | 1961. | 1971. | 1981. | 1991. | 2001. | 2011. | 2021. |

U Malom je Jadrču kao i u cijeloj Gorskoj Hrvatskoj izražena depopulacija stanovništva.

## Pruga Črnomelj/Kočevje — Vrbovsko
Zanimljiv je podatak kako je kod Malog Jadrča trebala ići pruga koja bi povezivala Črnomelj i Vrbovsko te dalje prema Sušaku odnosno Kočevje — Jadrč — Vrbovsko. Priključak na sušačku prugu je bio predviđen 3 km sjeverno od Vrbovskoga. Godine 1939. počeli su radovi, ali je počeo Drugi svjetski rat pa pruga nikad nije završena (planirano krajem 1941.). Čak i danas su vidljivi ostatci radova. Dva tunela su i probijena, jedan je trebao ići ispod brda Lovnik, a drugi točno ispod Malog Jadrča. Nažalost, kad je rat završio više nije bilo interesa za gradnju pruge. Na pruzi su planirane postaje: Kočevje, Mozelj, Rajndol, Knežja lipa, Čeplje, Stari trg, Radenci, Špeharija, Močile, Jadrč i Nadvučnik, u okviru širega rješenja za prijevoznu povezanost Kočevja s jedne strane i Črnomlja s druge strane prema Jadrču, kao i rješenje povezanosti Sevnice sa Šentjanžom.